# Dudley Boyz

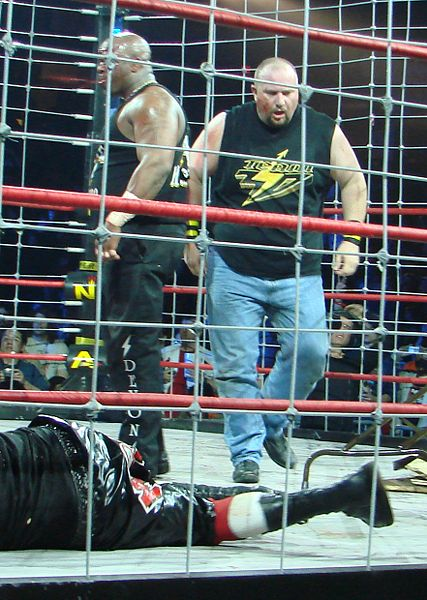
D-Von und Bubba Ray im Stahlkäfig (2007)

Die Dudley Boyz sind ein US-amerikanisches Wrestling-Tag-Team. Dieses Tag Team stand bei Extreme Championship Wrestling als Dudley Boyz und später bei WWE als Dudley Boys unter Vertrag. Bei Total Nonstop Action Wrestling waren sie als Team 3D zu sehen.
Mit insgesamt 23 Titelgewinnen in allen bedeutenden nordamerikanischen Ligen sowie bei der prestigeträchtigen japanischen Liga New Japan Pro-Wrestling, sind die Dudley Boyz das erfolgreichste Tag Team des modernen Wrestlinggeschäfts.

## Karriere

### Extreme Championship Wrestling
Ursprünglich 1995 als Comedy-Act in der ECW gestartet, etablierte sich das Team zu einer festen Größe in der Organisation. Die eigentliche Idee bestand darin, die beiden in lila-grau gekleideten Wrestler mit Papp-Brillen als Parodie auf die Hanson Brothers aus dem Film Slapshot zu vermarkten. Doch die angeblich aus Dudleyville stammenden Brüder kamen beim Publikum besser an als gedacht und agierten schon bald als echtes Team der ECW.
Am 15. März 1997 durften sie zum ersten Mal den Titel als ECW Tag Team gewinnen. Insgesamt konnten sie acht Mal den höchsten Titel dieser Wrestlingliga halten und bleiben damit aufgrund der Auflösung der originalen ECW die ewigen Rekordhalter.
Neben den Hauptcharakteren Bubba Ray Dudley und D-Von Dudley fügte man in der ECW noch mehrere weitere „Familienmitglieder“ hinzu, von denen einige jedoch wirklich nur als komische Nebenrolle dienten. Andere, wie der „Patriarch der Familie“ Big Dick Dudley und Spike Dudley traten hingegen selbst regelmäßig als Wrestler auf.

### World Wrestling Federation/WWE (1999–2005)
1999 wechselten die Dudleys in die World Wrestling Federation. Buh Buh Ray war hier von nun an als Bubba Ray bekannt.
Das Management der WWF entschloss sich, den beiden zur besseren Wiedererkennung eine eigene Spezialkampfart zu geben. So entwickelte man im Laufe der Zeit das sogenannte TLC-Match, eine Kampfart, bei der Tische, Leitern und Stühle als Waffen zum Einsatz kamen. Zwei andere Teams, die in diesen immer wieder gegen die Dudleys auftreten sollten, waren die Hardy Boyz, sowie Edge & Christian. Im Februar 2000 durften sie zum ersten Mal WWF World Tag Team Champions werden. In der Folgezeit blieben die Dudley Boys weiterhin im Titelgeschehen präsent.
Im Jahr 2001 kaufte die WWF sowohl World Championship Wrestling, als auch die ECW auf. Im Rahmen der damit verbundenen Storylines traten die Dudleys auch um die damals noch ausgefochtenen WCW World Tag Team-Titel an, welche sie auch kurzzeitig erringen durften. Bei der Survivor Series ließ man sie gegen die Hardy Boyz (welche die WWF Tag Team Title hielten) durch einen Sieg die WWF und WCW World Tag Team Titles vereinen. Die Dudleyz hielten 2001 neben dem WCW Tag Team Titel auch weitere fünf Mal den WWF World Tag Team Titel.
Im Jahr 2002 wurde die WWF in WWE umbenannt und in zwei Kader aufgeteilt. Die Dudleys wurden in die einzelnen Shows aufgeteilt. Während Bubba Ray bei RAW auftrat, bekam D-Von bei SmackDown! als Reverend Devon ein Kirchen-Gimmick verpasst und mit Batista einen neuen Begleiter zur Seite gestellt. Die Trennung dauerte bis zur Survivor Series des Jahres. Danach trat das Team fortan bei RAW auf.
Nach ihrer Wiedervereinigung wurden sie wieder in das Geschehen um die Tag Team Titel einbezogen. Beim Royal Rumble 2003 erhielten sie gegen die Champions Lance Storm und William Regal zum insgesamt siebten Mal die Titel. Sie mussten diese aber am Tag darauf schon wieder abgeben. Bei der Veranstaltung Unforgiven 2003 erhielten sie die Titel zum achten und auch letzten Mal. Sie durften sie bis zum Dezember des Jahres halten, als Batista und Ric Flair neue Titelträger wurden.
Im Rahmen eines Besetzungswechsels der beiden Kader wurden sie 2004 zu SmackDown! geschickt. Hier durften sie einmal die WWE Tag Team Titel halten, bis sie diese im Juli des Jahres abgeben mussten. Gegen Ende des Jahres verschwanden die Dudleys von der Bildfläche.
Passend zur Spezial-Veranstaltung ECW One Night Stand kehrten Bubba Ray und D-Von Mitte 2005 zurück und traten im Hauptkampf gegen Tommy Dreamer und The Sandman auf. Dies war aber auch gleichzeitig ihr letzter WWE Auftritt. Die Verträge wurden nicht verlängert und die Dudleys verloren neben ihrem Engagement auch ihren Teamnamen, da die Rechte bei der WWE liegen.

### Total Nonstop Action Wrestling
Aufgrund des Verlustes der Namensrechte entschied man sich für den Namen Team 3D. Als markantes Merkmal behielten jedoch beide ihre Namen und sie treten seitdem als „Brother Ray“ und „Brother Devon“ auf.
Seit dem 21. September 2005 sind sie zusammen bei Total Nonstop Action Wrestling tätig. Auch der ehemalige Spike Dudley Darsteller, Matthew Hyson, trat ab dem 13. April 2006 unter seinem Neuen Ringnamen „Brother Runt“ bei TNA auf und unterstützte seine ehemaligen Gimmick-Brüder bis zu seiner Entlassung im August 2007.
Am 19. April 2009 konnte das Tag-Team Wrestlinggeschichte schreiben, in dem es die TNA-Tag Team Championships in einem Philadelphia Street Fight von Beer Money Inc. gewinnen und somit ihren 21. Titel in einer bedeutenden nordamerikanischen Liga erringen durften. In dem Match standen auch die im Januar 2009 in Tokio erworbenen IWGP Tag Team Championship auf dem Spiel, welche vor dem Team 3D nur von drei anderen amerikanischen Tag-Teams gehalten wurden.
Um neue Herausforderer auf ihre TNAW-Titel zu küren, gab Team 3D am 21. April bekannt. ein offenes Turnier zu veranstalten, welches letztendlich von Beer Money Inc. gewonnen wurde. Das folgende Titelmatch konnte Beer Money, Inc. dank eines Eingriffes der im Turnierfinale unterlegenen British Invasion für sich entscheiden und die Tag-Team-Titel zurückgewinnen. Aufgrund dieser Ereignisse verteidigten Team 3D bei Victory Road ihre IWGP-Titel gegen die Briten und durften vorerst siegreich bleiben. Im Rück-Match mussten sie sich jedoch der Invasion geschlagen geben und mussten nach fast 200-tägiger Regentschaft die IWGP-Titel wieder abgeben.
Am 18. Oktober 2009 bei Bound for Glory errang Team 3D den IWGP-Tag-Title gegen Beer Money, der British Invasion und dem Tag-Team aus Scott Steiner und Booker T erneut. Am 4. Januar 2010 bei Wrestle Kingdom IV von der japanischen Organisation New Japan Pro-Wrestling im Tokyo Dome gab Team 3D den IWGP-Titel an No Limit (Tetsuya Naito und Yujiro) in einem 3-Way-Hardcore Match ab. Nach weiteren, sporadischen Fehden trennte TNA das Team am 8. November 2010 bei den Tapings von TNA iMPACT!. Es folgte anschließend eine Fehde zwischen Devon und Ray bis April 2011.
Beim PPV Lockdown am 10. März 2013 gab sich Bully Ray als Präsident der Gruppierung Aces & Eights zu erkennen. Dadurch kam es innerhalb dieses Stables zu einer Reunion von Team 3D, da Devon bereits im Oktober 2012 als Mitglied enttarnt wurde.

### Rückkehr zu WWE (2015)
Bei der Großveranstaltung Royal Rumble 2015 absolvierte Mark LoMonaco als Bubba Ray Dudley seinen ersten WWE-Auftritt nach zehn Jahren Abwesenheit. Zuvor war er zu keiner befriedigenden Einigung bezüglich seines Vertrages mit TNA gekommen. Zwischenzeitlich hatte er noch Auftritte für andere unabhängige Organisationen bestritten. Am 24. August 2015 gaben LoMonaco und Hughes ihr Comeback in der WWE, als sie als Dudley Boys bei RAW auftraten.
Im Jahr 2016 gaben die Dudley Boys am 22. August ihren Rücktritt bekannt, nachdem ihr im Jahr 2015 unterschriebener Einjahresvertrag ausgelaufen war. Somit stehen sie nicht mehr bei der WWE unter Vertrag.
Bubba Ray Dudley ROH (2017)
WWE-Legende Bubba Ray Dudley – aka Bully Ray, hat seinen Rückzug aus dem Wrestling angekündigt. Durch eine schwere Gehirnerschütterung, die er sich im September 2017 beim Ring of Honors Pay-per-View „Death Before Dishonor XV“ zuzog, und einer Nacht in der Notaufnahme scheint der 46-jährige Bully Ray seine Zukunft als In-Ring-Darsteller in Frage gestellt zu haben – und entschied sich dafür, seine Stiefel aufzuhängen.
Bei einem Event in Pittsburgh am kam er zu den anwesenden Fans und hielt seine Abschiedsrede.
Er soll der Menge erzählt haben, dass Ring of Honor ihm gesagt hat, dass er nicht auf der Show erscheinen muss, aber so wollte er es nicht. Bully Ray, berühmt für seinen „Get the Tables“ Slogan, sagte in Diese Stadt bedeutete ihm immer etwas, egal für welche Firma er arbeitete.
Er fügte hinzu, dass dies Teil seines Traumes und seiner Leidenschaft sei, mit Fans interaktiv zu sein.
Der ehemalige ECW- und WWE-Tag-Team-Champion sagte ihnen, er wüsste nicht, ob er jemals zurückkommen wird, wollte sich aber persönlich verabschieden.
Die Spekulationen über seine Zukunft wurden jedoch schließlich 24 Stunden später beendet, als er nach Abschluss seines Spiels bei Global Wars seinen Rücktritt bekannt gab.

## Mitglieder

### Mark LoMonaco
Mark LoMonaco wurde am 14. Juli 1971 in Massapequa, New York geboren. Er begann seine Wrestlingkarriere 1991 in der ECW, nachdem er von Johnny Rodz und Sonny Blaze ausgebildet worden war. Nachdem er zunächst als Terminator angetreten war, trat er ab 1995 als Bubba-Ray Dudley auf. Zurzeit tritt LoMonaco bei WWE auf.

### Devon Hughes
Devon Hughes wurde am 1. August 1972 in New Rochelle, New York geboren. Bereits als Kind ein großer Fan von Hulk Hogan und den Road Warriors ließ er sich von Johnny Rodz zum Wrestler ausbilden und trat ab diesem Zeitpunkt in verschiedenen kleineren Ligen an. Ab dem 13. April 1996 trat er in der ECW als D-Von Dudley auf. Zurzeit tritt Hughes bei WWE auf.

### Matthew Hyson
Matthew Johnathan Hyson wurde am 13. August 1970 in Providence, Rhode Island geboren. Bevor er mit dem Wrestling anfing, arbeitete er als Grundschullehrer. Seine Wrestlingausbildung bekam er in der kalifornischen APW. Nachdem er zwei Jahre lang in verschiedenen Kalifornischen Ligen angetreten war, bekam er 1996 einen Vertrag bei der ECW. Durch sein schmächtiges und jugendhaftes Aussehen bekam Hyson das Gimmick des Spike Dudley, dem „kleinen 18-jährigen Bruder“ der Dudley Boyz. Schnell wurde er zu einem Tag Team mit Balls Mahoney zusammengefasst, der gerade eine Fehde mit den Dudleys hatte.

## Weitere Mitglieder der Dudley-Familie
- Lou d’Angeli als Sign Guy Dudley (1995–1998)
- Adolpho Bermundez als Dances with Dudley (1995–1998)
- Jeff Bradley als Dudley Dudley (1995–1998)
- Ray Bugni als Chubby Dudley (1995–1998)
- Michael Deek als Snot Dudley (1995–1998)
- Alexander Paul Rizzo als Big Dick Dudley (1995–1998)
- Jeff Roth als Schmuck Dudley (1995–1998)

## Erfolge

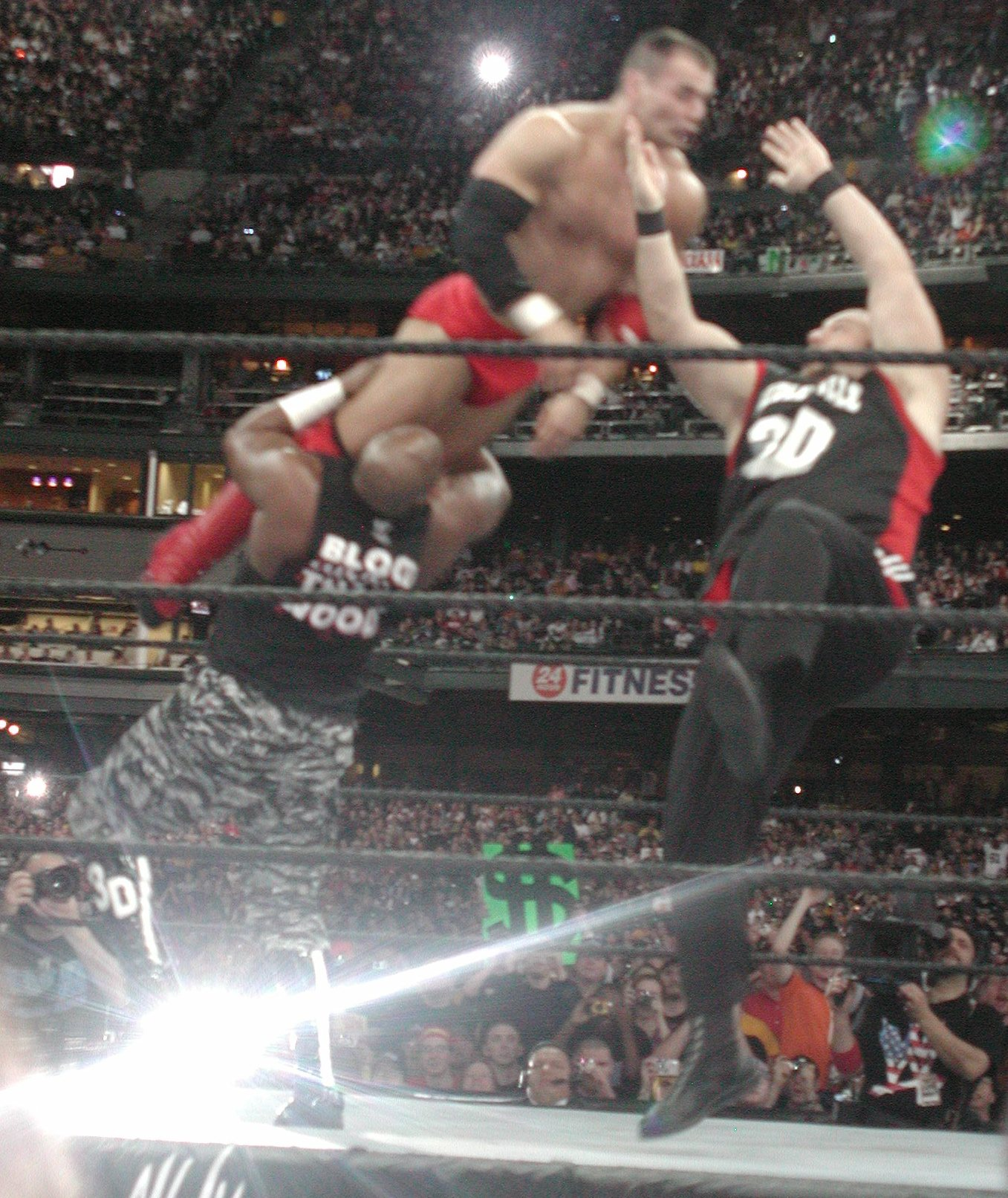
D-Von (links) und Bubba Ray (rechts) zeigen die Aktion 3-D an Lance Storm.

### Als Team
All Japan Pro Wrestling
- Sieger der Real World Tag (2005)

Extreme Championship Wrestling
- 8× ECW World Tag Team Champions

HUSTLE
- 1× HUSTLE Super Tag Team Champions

New Japan Pro-Wrestling
- 2× IWGP Tag Team Champions

Total Nonstop Action Wrestling
- 1× NWA World Tag Team Champions
- 2× TNA World Tag Team Champions

World Championship Wrestling
- 1× WCW World Tag Team Champions

World Wrestling Federation / Entertainment
- 8× World Tag Team Champions
- 1× WWE Tag Team Champions

### Einzelerfolge
Bubba Ray Dudley/Bully Ray
- 2× TNA World Heavyweight Champion
- 10× WWF Hardcore Champion

Spike Dudley
- 8× WWF/WWE Hardcore Champion
- 1× WWE Cruiserweight Champion
- 1× WWF World Tag Team Champion (mit Tazz)
- 1× WWF European Champion
- 2× ECW World Tag Team Champion (mit Balls Mahoney)

Devon
- 2× TNA Television Champion

## Sonstiges
Als Team 3D gründete man 2007 auch eine eigene Wrestlingschule namens Team 3D Wrestling Academy, die 2009 begonnen hat, eigene Shows zu veranstalten.